# Où vas-tu Moshé?
Où vas-tu Moshé?, noto anche con il titolo internazionale Where Are You Going Moshé? o con quello arabo فين ماشي يا موشي, è un film del 2007 diretto da Hassan Benjelloun.
La pellicola è stata presentata al 28º Festival di Cinema Africano di Verona.

## Trama
A Bejaad, nel Marocco degli anni 1950, il bar Chez Pierre è luogo d'incontro privilegiato degli abitanti. Alla morte del proprietario Pierre, il bar entra in possesso di Mustapha; ma il periodo coincide con la fine del protettorato francese, e soprattutto con l'esodo della locale comunità ebraica verso Israele, organizzato clandestinamente da agenti sionisti del Mossad e avvenuto nel giro di poche settimane. Le locali autorità religiose premono quindi per la chiusura del bar, ritenuto per legge non più necessario dopo la partenza della comunità ebraica.
L'unica speranza per Mustapha rimane Shlomo, l'ultimo ebreo della città che ha deciso di rimanere, incapace di separarsi dalla sua città natale e dalle tombe dei suoi antenati, mentre la moglie Freha, la figlia Rachel e tutta la sua comunità sono emigrate in Israele. Mustapha e la clientela del bar fanno quindi di tutto per far sentire Shlomo a casa.
Intanto la comunità di Shlomo vive in Israele episodi di discriminazione etnica in quanto marocchini, che portano allo scoppio dei moti di Wadi Salib. La figlia Rachel, sposatasi e trasferitasi a Parigi, invita il padre a venire a vivere con lei.
Mustapha decide di non riferire a Shlomo l'invito della figlia per proteggere il suo bar. Ma Hassan, il figlio di Mustapha, unito a Shlomo da un sincero legame di amicizia e innamorato della figlia Rachel, non approva l'atteggiamento del padre e decide di riferire il tutto all'amico. Affranto, Shlomo decide di riferire alla clientela del bar la sua decisione di abbandonare la sua città per raggiungere la figlia, ma viene alla fine convinto a passare l'ultima serata insieme, all'insegna dell'amicizia e della musica, prima della sua definitiva partenza.
Arrivato a Casablanca ed in procinto di partire per Parigi, Shlomo ritrova un vecchio membro della sua comunità mentalmente instabile, lasciato indietro dagli ufficiali del Mossad. Shlomo invia l'uomo nella sua città natale, dove la sua presenza salva il bar.